# Autism Is a World
Pour plus de détails, voir Fiche technique et Distribution.
Autism Is a World est un court métrage documentaire américain sorti en 2004 écrit par Sue Rubin, une femme autiste qui aurait appris à communiquer grâce à la technique discréditée de la communication facilitée et réalisé par Gerardine Wurzburg. Le film a été nommé aux Oscars dans la catégorie Meilleur court métrage documentaire. Le film est controversé parce qu'il fait la promotion de la technique discréditée de la communication facilitée.

## Synopsis
Rubin est une femme autiste qui a été diagnostiquée déficiente intellectuelle dans sa petite enfance. Le film affirme qu'à l'âge de treize ans, elle a appris à s'exprimer en tapant sur un clavier d'ordinateur, révélant ainsi qu'elle était en fait très intelligente. Le dialogue de Rubin est raconté par l'actrice Julianna Margulies.

## Fiche technique
- Titre original : Autism Is a World
- Réalisation : Gerardine Wurzburg
- Scénario : Sue Rubin
- Production : Sid Bedingfield, Douglas Biklen, Jennifer Hyde, Gerardine Wurzburg
- Sociétés de production : CNN, State of Art
- Société de distribution : CNN
- Photographie : Gary Griffin
- Son : Bob Silverthorne
- Montage : Barbara Ballow et Anny Lowery Meza
- Musique : John Keltonic

- Pays : États-Unis
- Langue : anglais
- Format : Couleur - 1,85:1 - Dolby Digital - 35 mm
- Genre : Documentaire
- Durée : 40 minutes
- Date de sortie : 2004

## Distribution
- Sue Rubin : elle-même
- Julianna Margulies : narratrice

## Distinctions

### Nomination
- 2004 : Meilleur court métrage documentaire aux Oscars